# Marijenkampen
Marijenkampen (Nedersaksisch: Mari'jenkaampen) is een plaats in de Nederlandse provincie Overijssel in de gemeente Steenwijkerland.
Aan het begin van 1900 werd er gesproken van Huttenberg. Het gebied waar nu Marijenkampen ligt was begin 1900 nog met heide begroeid. Marijenkampen is ontstaan toen de Maatschappij van Weldadigheid de kolonie Willemsoord had gesticht. Sommige van de bewoners van Willemsoord, vooral jongere uit de kolonie weggestuurde kolonisten, vestigden zich in de directe omgeving in haastig gebouwde plaggenhutten en vormden de zogenaamde desperadokolonies zoals in Nijensleek, Vledderveen, Noordwolde-Zuid of Marijenkampen.